# Universitatea Franz Joseph din Cluj

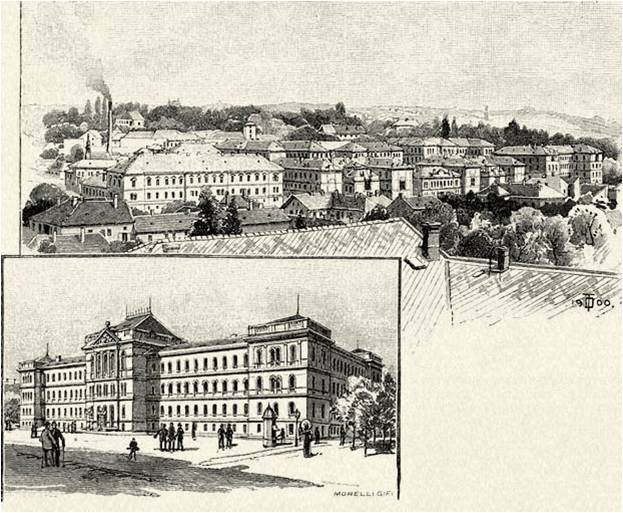
Clinicile universitare (Facultatea de Medicină) și clădirea centrală a Universității Franz Joseph (în prim plan)

Universitatea Franz Joseph (Universitatea Francisc Iosif) a funcționat la Cluj între 1872–1919 (când a fost înlocuită cu Universitatea Regele Ferdinand I) și 1940–1945.

## Istoric

### Înființarea universității
În anul 1868 ministrul maghiar al educației, József Eötvös, a susținut înființarea la Cluj a unei universități cu predare în limbile maghiară, română și germană. Cu toate acestea, în 1872, împăratul Francisc Iosif I a creat Universitatea din Cluj cu predare exclusiv în limba maghiară, determinând serioase nemulțumiri comunității românești. Din 1881 universitatea a purtat numele împăratului și regelui Francisc Iosif. Această universitate a avut și o catedră de limba și literatură română condusă de Grigore Silași (1872–1886) și Grigore Moldovan (1886–1919).
Universitatea Regală Maghiară Francisc Iosif (în maghiară Magyar Királyi Ferenc József Tudományegyetem) a fost universitatea maghiară de stat înființată printr-o lege aprobată de Parlamentul de la Budapesta la data de 17 septembrie 1872 și promulgată de împăratul Francisc Iosif I, la data de 12 octombrie 1872. Universitatea din Cluj a fost cea de-a doua universitate de stat (după Universitatea din Pesta) din Regatul Ungariei, parte a Imperiului Austro-Ungar.
Clădirea centrală a universității a fost realizată după planurile arhitectului Karl Meixner⁠(hu)[traduceți] și inaugurată în data de 13 octombrie 1902 de ministrul educației Gyula Wlassics⁠(en)[traduceți].

### Rectori celebri
În anul universitar 1880–1881 rector al universității a fost juristul Károly Haller, ulterior primar al Clujului.
În anul universitar 1906–1907 rector al universității a fost profesorul Grigore Moldovan. 
Cel mai important institut de pe lângă Universitatea din Cluj a fost Institutul de Științe Ardelean, inițiat de către Pál Teleki, președintele Consiliului de Miniștri și de ministrul Bálint Hóman. Obiectivul institutului înființat a fost exprimat în statut: „Scopul institutului este cercetarea științifică a problemelor de geografie, arheologie, științe sociale, lingvistice, literare, antropologice ale Transilvaniei, precum și a relațiilor cu popoarele altor țări, colectarea și prelucrarea de date, editarea de publicații.” 

### Încetarea activității
În anul 1919 autoritățile române au intrat în posesia clădirii centrală a universității, în care și-a început activitatea Universitatea Regele Ferdinand I. Profesorul de drept Felix Somló s-au sinucis în semn de protest.

## Revenirea din exil
În anul 1940, Universitatea a fost reînființată. La 30 august 1940, Ministerul Educației Naționale din România ordona evacuarea din Cluj a Universității „Ferdinand I”. Același minister atribuia în data de 7 septembrie clădire universității noii administrații maghiare. Paralel cu festivitățile de la Cluj, în capitala Ungariei se pregătea cadrul legislativ pentru reîntoarcerea Universității „Ferenc József” în locul ei originar.  Reîntoarcerea Universității „Ferenc József” a fost sărbătorită prin deschiderea festivă din 24 octombrie 1940. Rectorii Universității au fost următorii profesori: în anul universitar 1940/1941: György Bartók, 1941/42: Zsigmond Szentpétery, 1942/1943: Béla Kovrig, 1943/44: László Buza, 1944/45: Dezső Miskolczy.  
Universitatea era structurată în 5 facultăți și 85 de catedre. Profesorii au fost grupați, potrivit unui studiu din 1941 elaborat de Iván Nagy în: profesori aleși dintre intelectualii din Transilvania care și-au continuat cercetările și activitatea științifică în anii interbelici în Ardeal, profesori veniți de la Szeged sau din alte universități maghiare și, respectiv generația tânără de oameni de știință în formare.
Una dintre facultăți era cea de Științe Juridice și de Stat. Majoritatea profesorilor acestei facultăți se reîntorceau de la Szeged la Cluj, în Szeged încetând în 1940 să mai funcționeze o astfel de facultate. Activitatea facultății de Științe Juridice se desfășura în cadrul celor 15 seminarii conduse de un profesor activ al catedrei, însoțit de un asistent sau preparator.  O altă facultate a Universității era cea de Medicină, compusă din 18 catedre. În cazul acestei facultăți doar doi profesori veneau de la Szeged, astfel încât s-a pus problema ocupării catedrelor. În componența corpului profesoral intrau 9 profesori sosiți din Budapesta, cu titlul de profesori privat sau extraordinari, alți doi profesori care proveneau de la Institutul de Biologie din Tihany și respectiv alți profesori din Kosice și Pécs. Dintre toți profesorii Facultății de Medicină merită amintit profesorul Dezső Miskolczy, cercetător al creierului uman și expert internațional în cercetarea schizofreniei, membru al Academiei Maghiare de Științe, dar și al Academiei Române.  Cea de-a treia facultate era Facultatea de Arte, Limbi și Științe Istorice compusă din 25 de catedre. În această facultate au activat cei mai mulți profesori: 20 de profesori ordinari și 5 profesori extraordinari. Ei proveneau, îndeosebi, de la Universitățile din Szeged și Pécs.  Facultatea de Matematică și Științe ale Naturii reprezenta o altă facultate a  Universității „Ferenc József” și era asemenea Facultății de Științe Juridice continuatoarea activității academice din mediul maghiar. Profesorii facultății proveneau din Szeged și Debrecen, unde, în 1940 a fost suspendat studiul acestor discipline. Șapte dintre catedrele facultății înființate la Cluj au fost acordate unor profesori extraordinari.   Pe lângă catedrele Facultății de Matematică și Științe ale Naturii au funcționat și un număr de 20 de institute. Facultatea de Matematică și Științele Naturii avea cei mai puțini studenți: în anul universitar 1941/42, 124 ordinari (18 extraordinari).Facultatea de Științe Economice reprezenta elementul de noutate, deși la bază avea un element consacrat, și anume Înalta Școală de Comerț de la Cluj fondată în 1878. În cazul acestei facultăți, recrutarea corpului profesoral a fost un proces mai greoi cauzat de existența unei singure instituții de acest gen, la Budapesta. Activitatea științifică a facultății s-a desfășurat în cele 10 institute, dintre care nouă își aveau sediul în clădirea Academiei Comerciale. Primii îndrumători ai instituției au fost Szentkirályi și Béla Kovrig. 

Evoluția în timp a universității

## Structura
Universitatea a funcționat cu următoarele facultăți:
- Facultatea de Drept
- Facultatea de Medicină
- Facultatea de Litere, Filozofie și Istorie
- Facultatea de Matematică și Științele Naturii.

În perioada 1940–1945 a avut și o Facultate de Științele Economice.
Drept, Medicină, Litere și Filozofie, Științe. 
În 1919, după sfârșitul Primului Război Mondial și Unirea Transilvaniei cu România, cea mai mare parte a personalului maghiar din această universitate s-a mutat  (după ce universitatea a fost preluată de armata română) la Budapesta, iar apoi la Seghedin în 1921, pentru a forma Universitatea Ferenc József din Szeged. Între 1940 și 1945 a funcționat din nou la Cluj.